# Aeródromo de Atkarsk
El Aeródromo de Atkarsk (del ruso: Аэродром Аткарск) (IATA: , ICAO: ) es una pista situada 11 km sudeste de Atkarsk, en el óblast de Sarátov, Rusia. No dispone de terminal ni ningún otro servicio.

## Pista
El aeródromo de Atkarsk consiste en una pista de hormigón en dirección 03/21 de 1.000 × 80 m (3.281 × 262 pies).